# Castlevania: Symphony of the Night
Castlevania: Symphony of the Night — компьютерная игра в жанре метроидвании, разработанная и выпущенная японской компанией Konami для PlayStation в 1997 году. Игра входит в серию Castlevania и служит продолжением Castlevania: Rondo of Blood и более ранней Castlevania III: Dracula's Curse. В Rondo of Blood главный антагонист серии граф Дракула был повержен, но его победитель Рихтер Бельмонт пропал без вести, а четыре года спустя замок Дракулы вновь восстал из ниоткуда. Сын Дракулы Алукард — дампир-полукровка, ставший охотником на вампиров — отправляется в замок, чтобы уничтожить это место окончательно.
В отличие от предыдущих игр серии, разработанная под руководством Тору Хагихары и Кодзи Игараси Symphony of the Night представляет собой не экшн-платформер, а первую в серии игру-метроидванию. Она предлагает игроку сложно устроенный нелинейный мир со множеством секретов и скрытых проходов; по ходу игры Алукард приобретает новые способности и находит разные предметы, помогающие ему сражаться с врагами и попадать в ранее недоступные места. Именно Symphony of the Night вместе с Super Metroid заложила основы жанра метроидваний, и как последующие игры серии Castlevania, так и многочисленные игры-метроидвании других разработчиков подражали геймплею Symphony of the Night. Хотя первоначальные продажи игры были скромными, со временем Symphony of the Night обрела культовый статус; различные обозреватели называли её лучшей в серии и включали в списки лучших игр в истории.

## Игровой процесс
Начало игры воспроизводит финал Castlevania: Rondo of Blood: игрок, управляя Рихтером Бельмонтом, добирается до места боя с графом Дракулой и побеждает вампира. Этот уровень крайне линеен, игровой персонаж в нём медлителен, способности героя и управление в этом сегменте типичны для старых игр серии. После пролога начинается собственно игра — игрок управляет Алукардом, быстрым и подвижным персонажем с мощными атаками. Вскоре после начала игры Алукард сталкивается со Смертью, которая отнимает у него способности и оружие — Алукард может лишь бить врагов кулаками. Он должен, исследуя замок, собрать предметы и способности заново.
На экране статистики отображается текущий уровень героя, телосложение, интеллект и удача (эти характеристики растут с каждым повышением уровня). Также этот экран показывает очки жизни, две шкалы маны и определённую статистическую информацию: количество золота, число убитых врагов, количество исследованных комнат замка. С экрана статистики игрок может переходить на экран инвентаря, который представлен в виде слотов, в которые вкладываются различные предметы экипировки персонажа: броня, головные уборы, плащи, амулеты, кольца, оружие. Все эти вещи, в большинстве случаев, остаются после уничтожения разнообразных монстров, но также их можно обнаружить в тайниках замка. Помимо этого экипировку можно купить у единственного в игре торговца.
Игровой мир Castlevania: Symphony of the Night населяют множество монстров, которые обладают собственными способами ведения боя. Притом каждый уровень (или соответствующая локация) имеют своих, присущих именно данной обстановке монстров. Особое место в игре занимают боссы, для уничтожения которых необходима применимая к конкретному боссу тактика. За победу над ними игрок получает уникальные предметы или способности.
Духи, давние друзья Алукарда, выполняют в игре функцию спутника. Каждый из фамильяров обладает своими уникальными способностями и неуязвим для врагов. Получая очки опыта, фамильяры растут в уровне, совершенствуя свои навыки. Для получения опыта необязательно, чтобы именно дух убил врага, это может сделать и Алукард.
В игре присутствует множество видов различного оружия, предметов и экипировки. Оружие можно подразделить на колющие-режущее и дробящее, кроме того оружие может быть наделено различной энергией: света, тьмы, огня и холода. Это позволяет применять соответствующее оружие к врагу не имеющим сопротивления к какой-либо из этих энергий и, тем самым, более эффективно его поражать. Предметы же экипировки, включая и то, что они выполняют свою непосредственную функцию, в некоторых моментах игры позволяют разрешать загадки и пазлы, проходить через препятствия, видеть то, что скрыто без их использования. Алукард обладает также своим собственным набором оружия и предметов: карманные часы, замедляющие время, рикошетящий алмаз, агунея, вибхути, топор, библия, крест, святая вода и метательные ножи. Использование этих вещей расходует запас сердец, которые можно пополнять за счёт «выбивания» их из врагов и, по традиции серии, из лампочек и канделябров.

### Способности героя
Алукард, при нажатии определённых кнопок, может осуществлять специальные атаки — использовать для поражения врагов файерболы, вызывать себе на помощь духа, а также превращаться в вампира и поглощать кровь врагов, пополняя свои очки жизни. Кроме того, по ходу игры главный герой может приобрести такие новые способности, как совершение высоких прыжков и погружение в воду без ущерба здоровью.
При нахождении определённых реликтов, Алукард может превращаться в 3 различные формы.
Волк — полезен для преодоления длинных горизонтальных расстояний на большой скорости. Атаки довольно слабы. К нему существует возможность улучшения:
1. Power of Wolf — волк может быстро разгоняться и во время бега способен поражать врагов;
2. Skill of Wolf — в форме волка Алукард может совершать рывок вперёд.

Летучая мышь — нужна для того, чтобы добраться до мест, куда можно только подлететь. Улучшения:
1. Echo of Bat — эхолокация (способность видеть в темноте);
2. Force of Echo — с помощью звуковой волны можно поражать врагов;
3. Fire of Bat — стрельба огненными шарами.

Туман — полезен если нужно пройти сквозь свору врагов на критическом здоровье, так как в режиме тумана Алукард неуязвим. Также в этом режиме Алукард может проходить сквозь решётки. Но без улучшений в форме тумана можно продержаться не более 1-2 секунды.
1. Power of Mist — позволяет находиться в режиме тумана, пока не закончится запас MP;
2. Gas Cloud — в форме тумана Алукард атакует врагов.

## Сюжет
Спустя четыре года после победы над Дракулой Рихтер Бельмонт таинственным образом исчез, а замок Кровавого Графа, Каслвания, внезапно материализуется из тумана. Мария Ренард, девочка-волшебница, которую Бельмонт спас четыре года назад, отправляется в замок на поиски Рихтера. Также внеплановое появление Каслвании привлекает внимание ещё одного героя — Алукарда, сына Дракулы. Вооружившись клинком своей матери и облачившись в именные доспехи, Алукард отправляется в замок отца. В часовой башне он знакомится с Марией, которая рассказывает об исчезновении Рихтера. Позже Алукард встречает самого Рихтера, он восседает на троне и, увидев Алукарда, читает заклятие, которое когда-то использовал Шафт: «Слуги, придите из Адских Врат и избавьте Мой замок от этого паразита» (Шафт говорил «замок моего Господина»). Пока Алукард сражается с вызванными монстрами, Бельмонт исчезает. Дальнейшее развитие сюжета зависит от того, сможет ли игрок найти два кольца (серебряное и золотое) и правильно использовать «очки истины». Если не сможет, то будет возможна только первая (плохая) концовка. Если сможет, то откроется проход в ещё один замок (перевёрнутый), что даст возможность закончить игру ещё 3 способами.
В игре существует четыре различных финала. Чтобы достичь и увидеть четвёртый финал игры, необходимо побывать во всех помещениях замка, уничтожить всех боссов и найти все редкие предметы. Также после окончания игры перед игроком открывается возможность сыграть заново, но уже за Рихтера Бельмонта. Для этого в качестве своего имени необходимо ввести имя RICHTER.

## Отзывы
| Сводный рейтинг       | Сводный рейтинг | Сводный рейтинг | Сводный рейтинг |
| Издание               | Оценка          | Оценка          | Оценка          |
| Издание               | PS              | PS4             | Xbox 360        |
| --------------------- | --------------- | --------------- | --------------- |
| GameRankings          | 93,03 %         | 75,63 %         | 89,58 %         |
| Metacritic            | 93/100          | N/A             | N/A             |
| Иноязычные издания    |                 |                 |                 |
| Издание               | Оценка          | Оценка          | Оценка          |
| Издание               | PS              | PS4             | Xbox 360        |
| Edge                  | 8/10            | N/A             | N/A             |
| Русскоязычные издания |                 |                 |                 |
| Издание               | Оценка          | Оценка          | Оценка          |
| Издание               | PS              | PS4             | Xbox 360        |
| «Страна игр»          | 8/10            | N/A             | N/A             |

В 2005 году версия игры для PlayStation попала на 16-ю позицию списка ста лучших игр всех времён по версии сайта IGN.

### Комментарии
1. ↑  С англ. «Кастлвания: Симфония ночи». В Японии игра была выпущена под названием 悪魔城ドラキュラX 月下の夜想曲 акумадзё: доракюра эккусу гэкка но ясо: кёку, «Дьявольский замок Дракулы Икс: Ноктюрн под луной».